# Braunschweiger Platz (Hannover)

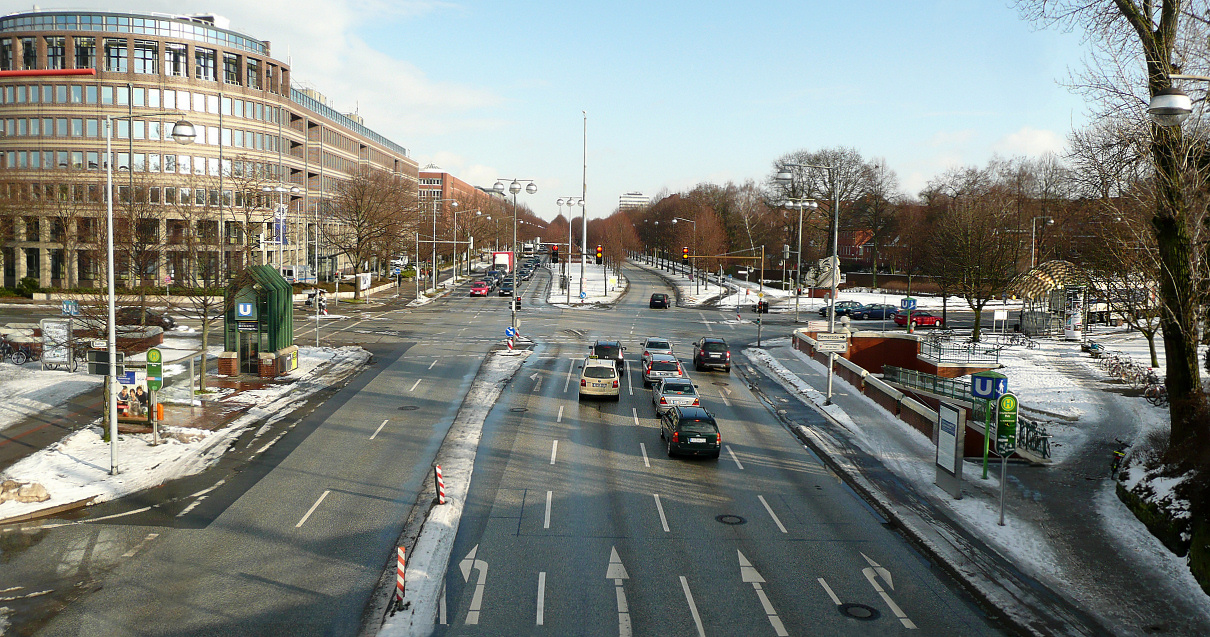
Braunschweiger Platz mit Blick in die Hans-Böckler-Allee, im Vordergrund die Marienstraße

Der Braunschweiger Platz (Ausspracheⓘ) ist ein Platz und eine vielbefahrene Straßenkreuzung im Hannoverschen Stadtteil Bult, nahe der Grenze zu den Stadtteilen Zooviertel und Südstadt. Bis zum Stadtbahn-Bau Ende der 1980er Jahre war er eine große runde, nicht begehbare Grünfläche, die im Kreisverkehr umfahren wurde, während die Straßenbahn sie mittig durchfuhr.

## Verkehrsbedeutung

### Straßenverkehr
Der Braunschweiger Platz wird in West-Ost-Richtung von der Achse Marienstraße/Hans-Böckler-Allee überquert, die von der Innenstadt und der Südstadt über den Braunschweiger Platz durch den Norden der Bult zum Pferdeturm, zum Messeschnellweg und nach Kleefeld führt. Bis zum Bau des Südschnellweges war dies die nach Braunschweig führende Bundesstraße 65. Nach Südosten diagonal durch die Bult verläuft der Bischofsholer Damm ebenfalls zum Messeschnellweg und nach Bemerode. Die Plathnerstraße und die Bultstraße führen in nördlicher beziehungsweise nordwestlicher Richtung in den Stadtteil Zoo.

### Öffentlicher Nahverkehr
Unterquert wird der Platz von der hier als U-Bahn verkehrenden Stadtbahn in Richtung südöstlich gelegener Stadtteile. Nahe dem Braunschweiger Platz verläuft die Bahnstrecke Hannover–Göttingen auf einer Brücke über die Marienstraße. Es gibt Planungen für die dort verkehrenden S-Bahn-Linien einen Haltepunkt zu errichten, um sie mit der Stadtbahnhaltestelle Braunschweiger Platz zu verknüpfen, wodurch ein Umsteigepunkt in Hannovers innerstädtischem Südosten entstünde.  Die Realisierung ist dabei von betrieblichen Randbedingungen bestimmt.

## Besonderheiten

### Tierärztliche Hochschule
Am Braunschweiger Platz ist ein Gelände der Tierärztlichen Hochschule Hannover (umgangssprachlich oft Tiho genannt) angesiedelt.

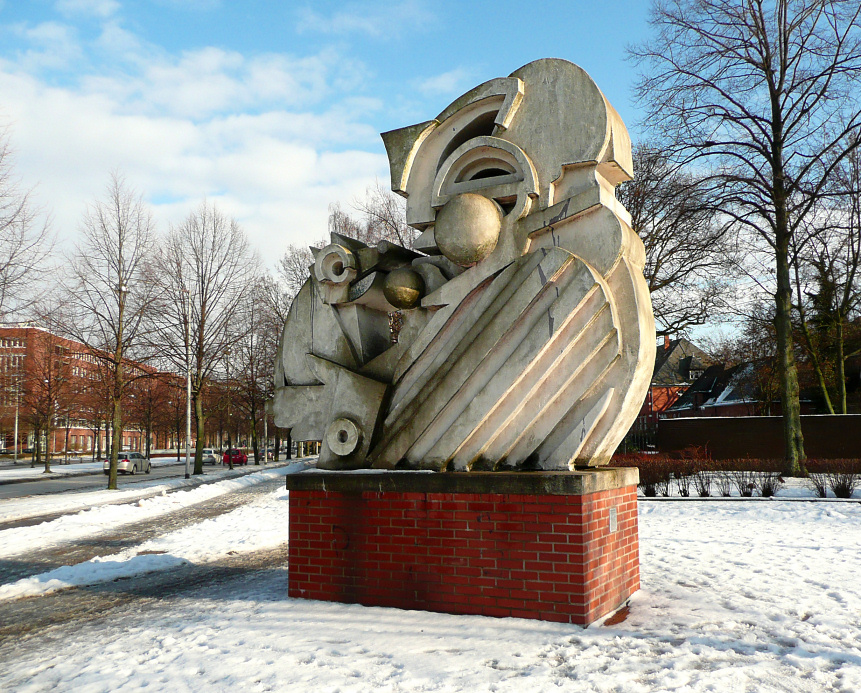
Skulptur Dicker Mann frisst Maus am Platz von WP Eberhard Eggers, 1992–1997
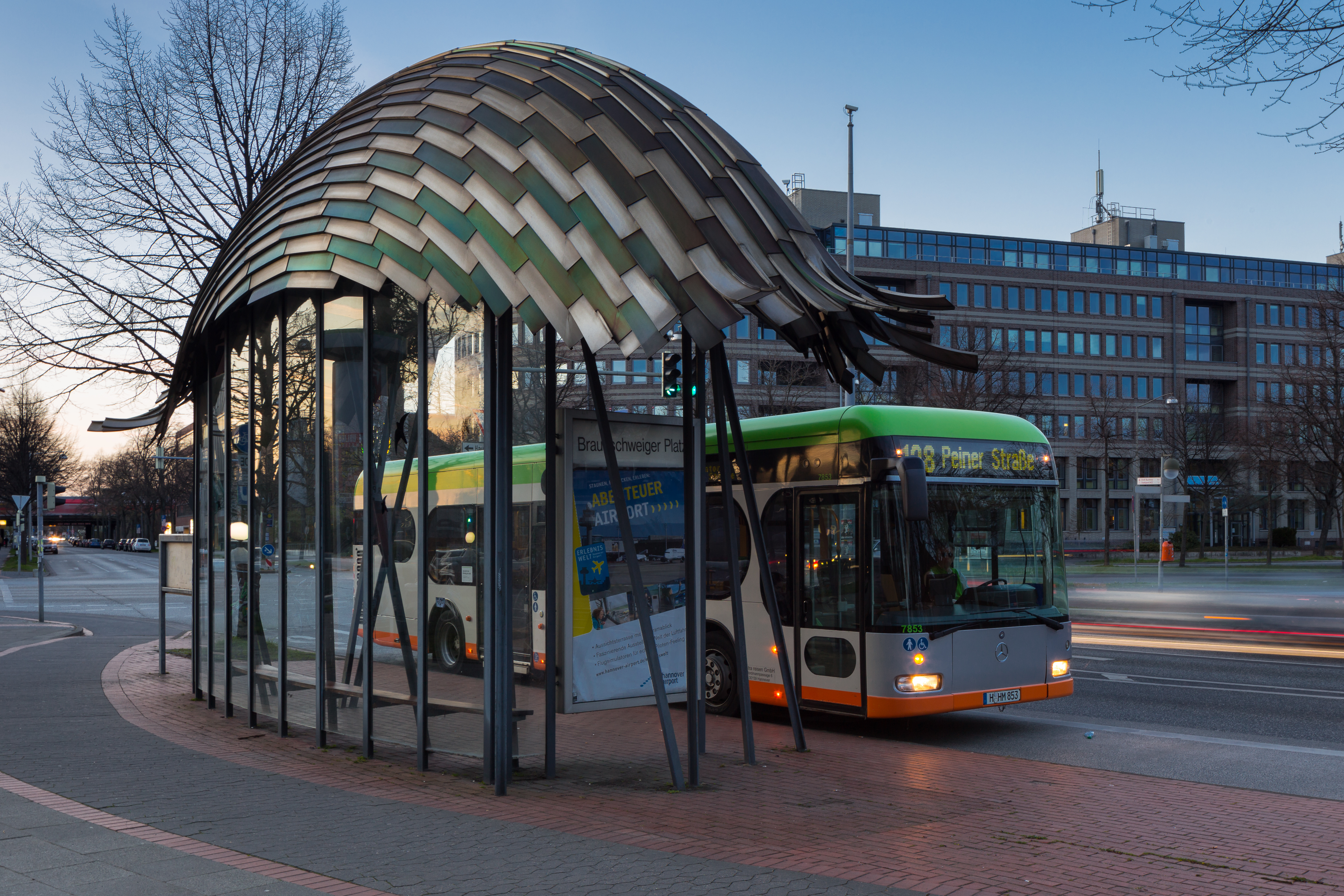
BUSSTOPS-Haltestelle am Platz
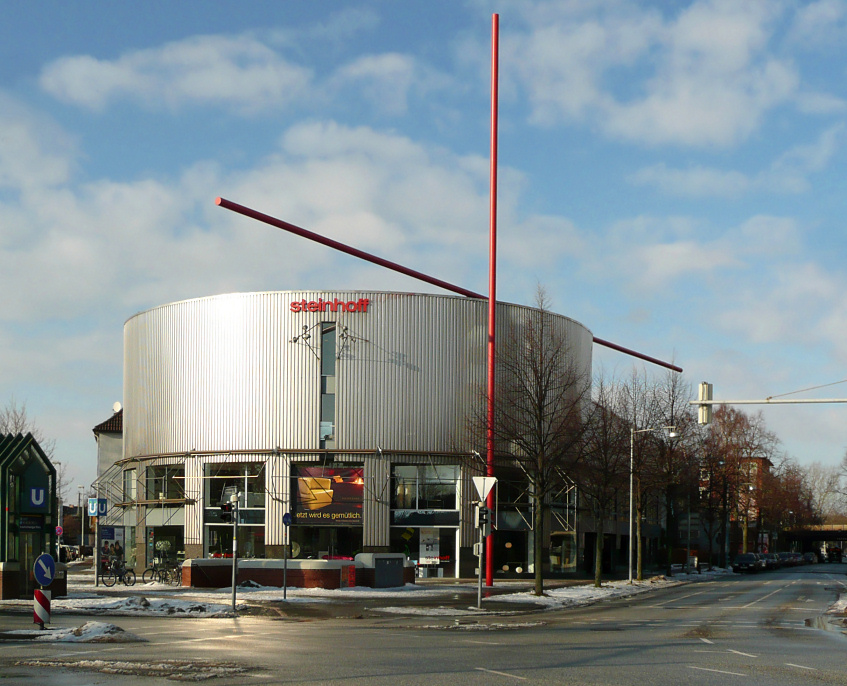
Metallpavillon mit roten Metallstelen
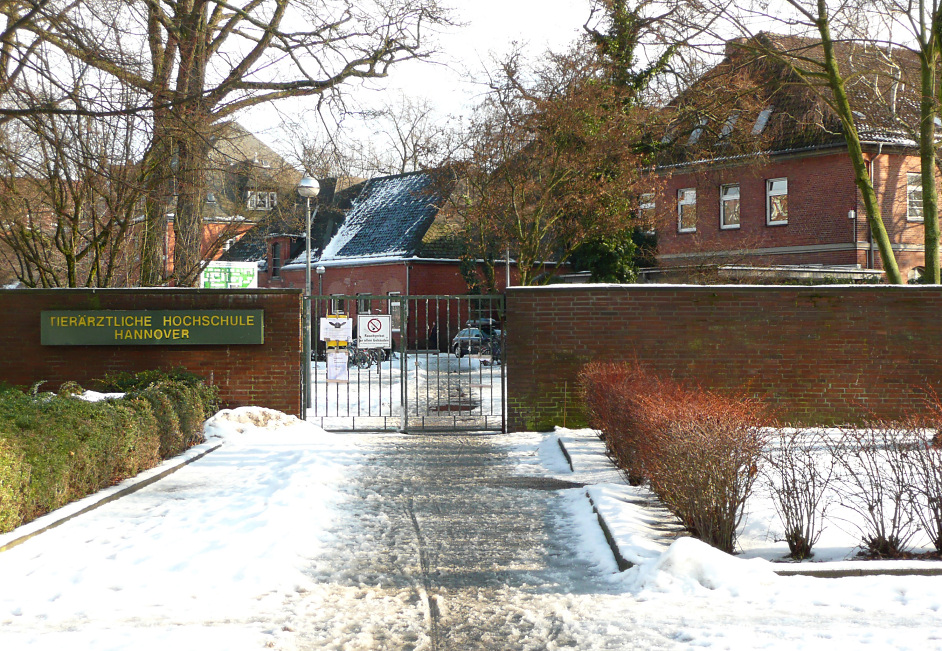
Eingang der Tierärztlichen Hochschule Hannover am Platz

### Kunst
- Ein Bushaltestellenhäuschen des Kunstprojektes BUSSTOPS am Braunschweiger Platz wurde von Frank Gehry in Form eines Reptilienpanzers gestaltet.
- Das Möbelhaus Steinhoff ist in Form eines runden Metallpavillons mit zwei roten Metallstelen auf dem Gelände des Braunschweiger Platzes errichtet worden.
- Auf dem Platz befindet sich die Skulptur Dicker Mann frisst Maus von Eberhard Eggers

### Spitzengastronomie
Das derzeit einzige hannoversche Restaurant, das im Guide Michelin mit zwei Sternen geführt wird, befindet sich in Nachbarschaft des Braunschweiger Platzes. Das 2015 eröffnete „Jante“ (Küchenchef Tony Hohlfeld) an der Marienstraße hatte die Auszeichnung erstmals im Guide Michelin 2017 erhalten. Es befindet sich in einem ehemaligen Toilettenhaus, das bereits vor der „Jante“-Eröffnung gastronomisch genutzt wurde („Le Monde“, „Saison“).